# Courtney Kupets
Courtney Anne Kupets (née le 27 juillet 1986 à Bedford, Texas, États-Unis) est une gymnaste américaine. Elle commence la gymnastique artistique en 1989 suivant ainsi l'exemple de sa sœur, Ashley Kupets.
Elle remporte deux titres de championne du monde puis, à l'âge de 18 ans, la médaille de bronze aux Jeux olympiques d'été de 2004 en barres asymétriques et la médaille d'argent en gymnastique artistique féminine par équipe.

## Palmarès

### Jeux olympiques
| Jeux olympiques d'Athènes 2004 | Jeux olympiques d'Athènes 2004     |
| Sport                          | Médailles obtenues                 |
| ------------------------------ | ---------------------------------- |
| Gymnastique artistique         | (Argent) : Par équipes             |
| Gymnastique artistique         | (Bronze) : Aux barres asymétriques |

### Championnats du monde
| Championnat du Monde de Debrecen (Hongrie) 2002  | Championnat du Monde de Debrecen (Hongrie) 2002 |
| Sport                                            | Médaille obtenue                                |
| ------------------------------------------------ | ----------------------------------------------- |
| Gymnastique artistique                           | (Or) : Aux barres asymétriques                  |
| Championnat du Monde d'Anaheim (États-Unis) 2003 |                                                 |
| Sport                                            | Médaille obtenue                                |
| Gymnastique artistique                           | (Or) : Par équipes                              |

### Autres
| American Cup 2002 | American Cup 2002       |
| Sport             | Médaille obtenue        |
| ----------------- | ----------------------- |
| Gymnastique       | (Argent) : Individuelle |
| American Cup 2003 |                         |
| Sport             | Médaille obtenue        |
| Gymnastique       | (Argent) : Individuelle |